# Sinopotamon chishuiense
Sinopotamon chishuiense is een krabbensoort uit de familie van de Potamidae. De wetenschappelijke naam van de soort is voor het eerst geldig gepubliceerd in 1988 door Dai & Yuan.